# Jon Cleary (Autor)
Jon Stephen Cleary (* 22. November 1917 in Erskineville, Vorort von Sydney; † 19. Juli 2010 in Sydney) war ein australischer Schriftsteller.

## Leben
Cleary entstammte einfachen Verhältnissen; er war das älteste von sieben Kindern einer katholischen Einwandererfamilie aus Irland. Seine Schulbildung erhielt er an einer Schule der Maristen-Schulbrüder in Ranwick. 1927 wurde sein Vater wegen Diebstahl zu einer Haftstrafe von sechs Monaten verurteilt, die er im Long Bay Jail absitzen musste.
Mit 14 Jahren verließ Cleary 1932 die Schule und übte bis 1940 die verschiedensten Jobs aus, um seine Familie finanziell zu unterstützen. Bereits in diesen Jahren entstanden Clearys erste Geschichten. Am 27. Mai 1940 versuchte Cleary in die Royal Australian Air Force (RAAF) einzutreten, wurde aber wegen seines Astigmatismus nicht zugelassen. Einige Tage später konnte er aber in die Australian Imperial Force (AIF) eintreten. Während des Zweiten Weltkriegs war Cleary im Nahen Osten stationiert.
Viele seiner Beobachtungen dort und seine Erlebnisse verarbeitete Cleary zu Geschichten. Als 1941 Ezra Norton in Sydney seinen Daily Mirror gründete, lobte er in einer der ersten Ausgaben einen Literatur-Wettbewerb aus, den Cleary gewann. Neben £ 50 Preisgeld erhielt er die Möglichkeit, bis Kriegsende wöchentlich eine „1000-words-story“ zu veröffentlichen.
1942 kehrte Cleary in seine Heimat zurück und bekam eine Anstellung beim Australian Military History Unit, für die er nach Neuguinea geschickt wurde. Dort wurde der spätere Regisseur Lee Robinson sein Mitarbeiter. Am 10. Oktober 1945 wurde Cleary im Rang eines Leutnants entlassen. Im darauffolgenden Jahr gewann er mit einem Hörspiel einen Wettbewerb der Australian Broadcasting Corporation. Kurz vor Kriegsende wurden die Literaturagenten Paul R. Reynolds in New York auf ihn aufmerksam und nun folgten Veröffentlichungen in Zeitschriften und Magazinen wie Cosmopolitan, The Saturday Evening Post und The New Yorker.
1948 ging Cleary für das Australian News and Information Bureau (ANIB) nach London. Auf der Reise dorthin lernte er auf dem Schiff die Krankenschwester Joy kennen und heiratete sie fünf Tage nach Ankunft in England. Die beiden hatten zwei Töchter. 1949 ging Cleary zusammen mit seiner Familie nach New York, um dort als Journalist für das ANIB zu arbeiten.
Anfang der 70er Jahre kehrte Cleary für immer nach Australien zurück. Er kaufte sich ein Grundstück in Kirribilli gegenüber dem Opernhaus und baute für sich und seine Familie ein Haus in der Nähe von Kirribilli House. Sein Freund und Nachbar Eric McClintock, der damalige Vorstandsvorsitzende von Woolworths, hielt bei Clearys Beerdigung die Trauerrede.
Cleary pflegte zusammen mit seiner Ehefrau jährlich sechs bis acht Wochen auf Reisen zu verbringen. Dieser Urlaub diente nicht nur der Erholung, sondern immer auch der Recherche für neue Buchprojekte. Als seine Ehefrau an Alzheimer erkrankte, hörten diese Reisen auf. Joy verstarb 2003 und einige Jahre später musste Cleary ebenfalls in ein Pflegeheim. Er starb 2010 in Sydney und fand neben seiner Ehefrau seine letzte Ruhestätte.

## Rezeption
Cleary war u. a. befreundet mit Alexander Baron, Morris L. West und Graham Greene. Über letzteren erzählte Cleary, dass er ihn sehr bewundere, vor allem für Bücher wie Die Kraft und die Herrlichkeit, da er [Cleary] schon froh sein müsse, eine Geschichte ordentlich erzählen zu können.
Viele von Clearys Erzählungen und Romanen basieren auf seinen Erlebnissen oder orientieren sich an aktuellen Ereignissen wie in seinem Roman You can't see 'round corners, in dem er einen realen Mordfall literarisch verarbeitete. Einen seiner größten Erfolge erzielte er aber mit seiner Reihe um „Scobie Malone“. Der erste Kriminalroman mit Polizei-Inspektor Malone war „The High Commissioner“ und eröffnete eine Reihe von zwanzig Romanen, von denen einige fürs Fernsehen bzw. Kino verfilmt wurden. Auch Clearys Roman Unternehmen Drachenritt wurde 1983 als Höllenjagd bis ans Ende der Welt verfilmt (im Original beides High Road to China).

## Ehrungen
- 1944 Australian Broadcasting Commission Prize für sein Hörspiel Safe Horizon
- 1950 Crouch Medal der Australian Literary Society für seinen Roman Just let me be
- 1975 Edgar Allan Poe Award der Mystery Writers of America für seinen Krimi Peter's Pence
- 1996 Ned Kelly Award/Ehrenpreis für seine Kriminalromane
- 2004 Ned Kelly Award/Bester Roman für seinen Roman Degrees of Connection.

## Werke (Auswahl)
Anthologien
- These small glories. Collins, Sydney 1946.
- Pillar of salt and other stories. Horowitz, Sydney 1963.

Erzählungen und Kurzgeschichten
- The way out. In: The Bulletin, Band 63 (1942), S. 4f. ISSN 1440-7485
- Idyll in Havoc. In: The Australian Journal, Band 79 (1943), Heft 927, S. 331–334.
- A long time dying. In: The Australian Journal, Band 79 (1943), Heft 930, S. 499–501.
- Who pays? In: The Australian Journal, Band 79 (1944), Heft 940, S. 437–441.
- Man from Carolina. 1958.
- Friendly enemies. In: The Australian Women’s Weekly vom 25. Oktober 1961, S. 2–3. ISSN 0005-0458

Hörspiele
- Debut. 1943.
- Safe Horizon. 1944.

Romane
- The long shadow. Horowitz, Sydney 1949.
- Just let me be. Laurie Books, London 1950.
- Justin Bayard. Horowitz, Sydney 1955.[5]
- North from Thursday. 2. Auflage. Fontana Books, London 1969.
  - Deutsch: Nacht über Kundavi. Schneekluth, Darmstadt 1962 (übersetzt von Horst Friedrich List)
- A flight of chariots. Collins, London 1985. ISBN 0-00-221235-8 (EA London 1963)
  - Deutsch: Flug in die Einsamkeit. Forum-Verlag, Wien 1966 (übersetzt von Pia Hartungen)
- Mask of the Andes. Collins, London 1971.[6]
  - Deutsch: Ein Tropfen Liebe. Zsolnay, Wien 1973 (übersetzt von Henry Jelinek)
- Nobody runs forever. Morrow, New York 1972.
  - Deutsch: Der Haftbefehl. Goldmann, München 1973. ISBN 3-442-03306-3 (übersetzt von Trude Fein)
- Man's estate. Collins, London 1972. ISBN 0-00-221536-5.
  - Deutsch: Das Glück von Aidan Hall. Schweizer Verlagshaus, Zürich 1973.
- Peter’s Pence. Collins, London 1985. ISBN 0-00-221365-6 (EA New York 1974)
- The safe house. Morrow, New York 1975. ISBN 0-688-02902-7.
  - Deutsch: Der Treffpunkt (= Rororo; 4250). Rowohlt, Reinbek 1978. ISBN 3-499-14250-3 (übersetzt von Barbara Störck, EA Wien 1976)
- A sound of lightning. Collins, London 1986. ISBN 0-00-222457-7 (EA London 1976).
  - Zwielicht. Droemer Knaur, München 1978. ISBN 3-426-00579-4. (EA Zürich 1977)
- High road to China. Collins, London 1985. ISBN 0-00-222002-4. (EA London 1977).
  - Deutsch: Unternehmen Drachenritt. Goldmann, München 1982. ISBN 3-442-06410-4 (übersetzt von Hanny Bezzola, EA Zürich 1978).
- Vortex. Collins, London 1985. ISBN 0-00-221897-6. (EA London 1978).
  - Deutsch: Im Auge des Hurrikans. Schweizer Verlagshaus, Zürich 1980. ISBN 3-7263-6267-3 (übersetzt von Hanny Bezzola)
- The Beaufort Sisters. Collins, London 1985. ISBN 0-00-222037-7. (EA New York 1979).
  - Deutsch: Vier Schwestern. Schweizer Verlagshaus, Zürich 1982. ISBN 3-7263-6323-8 (übersetzt von Ursula von Wiese).
- The golden Sabre. Collins, London 1981. ISBN 0-00-222269-8.
  - Deutsch: Aber, aber Towarischtsch. Doch nicht mit einem gestohlenen Rolls-Royce. Schweizer Verlagshaus, Zürich 1983. ISBN 3-7263-6356-4.
- Miss Ambar regrets. Doubleday, Pymble 2004. ISBN 978-0-7322-7634-8.
- Morning's gone. Harper Collins, Pymble 2006. ISBN 978-0-7322-8262-2.
- Four-cornered circle. Harper Collins, Pymble 2007. ISBN 978-0-7322-8547-0.

Scobie-Malone-Reihe
1. The High Commissioner. 1966.
2. Helga's web. 1970.
3. Ransom. 1973.
4. Dragons at the party. 1987.
5. Now and then, Amen. 1988.
6. Babylon South. 1989.
7. You, the Jury. 1990.
8. Murder Song. 1990.
9. Pride's harvest. 1991.
10. Dark summer. 1992.
11. Bleak Spring 1993.
12. Autumn maze. 1994.
13. Winter chill. 1995.
14. Endpeace. 1996.
15. A different turf. 1997.
16. Five Ring Circus. 1998.
17. Dilemma. 1999.
18. Bear Pitt. 2000.
19. Yesterday's shadow. 2001.
20. The easy sin. 2002.
21. Degrees of connection. 2003.

Theaterstücke
- Strike me lucky. 1969.
- The trumpets of home. 1973.